# Toshloq
Toshloq ist eine Siedlung städtischen Typs (shaharcha) in der usbekischen Viloyat Fargʻona im Ferghanatal und Hauptort des gleichnamigen Bezirks.
Der Ort liegt etwa 10 km nördlich der Viloyathauptstadt Fargʻona und direkt westlich der bezirksfreien Stadt Margʻilon. Südlich des Ortes verläuft der Südliche Ferghanakanal, östlich fließt der Isfayramsoy nach Norden.
Im Jahr 1974 erhielt Toshloq den Status einer Siedlung städtischen Typs. Gemäß der Bevölkerungszählung 1989 hatte der Ort 12.067 Einwohner.